# Hartmannstraße 25 (Bad Kissingen)

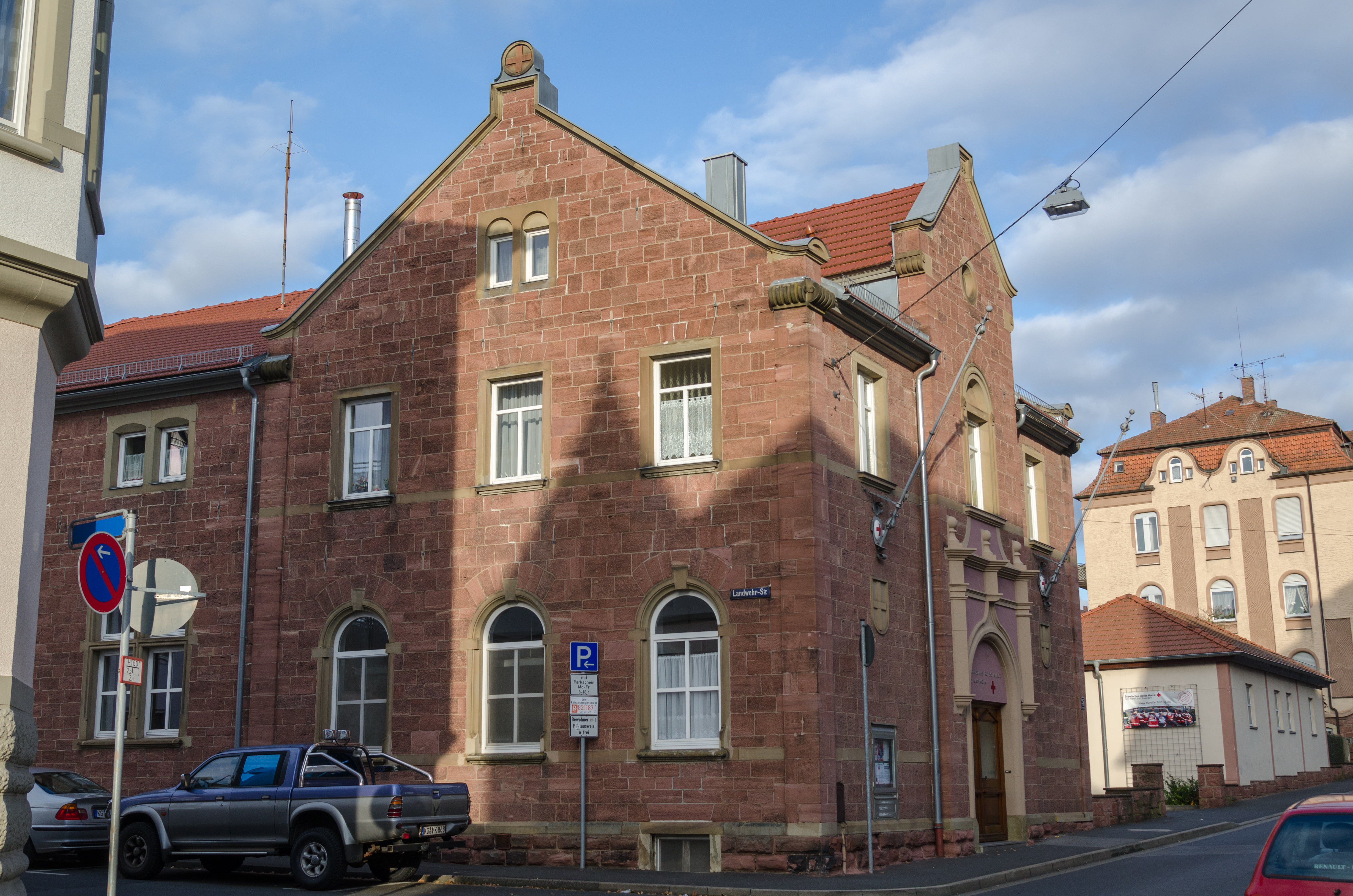
Hartmannstraße 25 in Bad Kissingen

Das Anwesen Hartmannstraße 25 in der Hartmannstraße in Bad Kissingen, der Großen Kreisstadt des unterfränkischen Landkreises Bad Kissingen, gehört zu den Bad Kissinger Baudenkmälern und ist unter der Nummer D-6-72-114-297 in der Bayerischen Denkmalliste registriert.

## Geschichte
Das ehemalige Verwaltungsgebäude des Roten Kreuzes wurde laut Bezeichnung im Jahr 1899 vom Bad Kissinger Architekten Carl Krampf errichtet. Bei dem Anwesen handelt es sich um einen zweigeschossigen traufständigen Rotsandsteinquaderbau mit Grausandsteingliederung und Zwerchhausrisalit. Zu dem Anwesen gehört entlang der Landwehrstraße ein nordöstlicher zweigeschossiger Anbau mit Satteldach.
Der Giebelrisalit mit leicht gotisierendem Portal bildet an der Hausfront eine Mittelachse. Die dekorativen Stilmittel repräsentieren das Ende des Historismus, indem sie auf keinen bestimmten Baustil hindeuten und zugunsten des Baumaterials in den Hintergrund treten.